# Katedra metropolitarna św. Jana Ewangelisty w Limie
Katedra metropolitarna św. Jana Ewangelisty w Limie (hiszp. Catedral Basílica San Juan Apóstol y Evangelista) – rzymskokatolicki kościół w Limie, znajdujący się przy Plaza Mayor w historycznym centrum miasta. Katedra w Limie ma godność bazyliki mniejszej.

## Historia
Budowę kościoła pod wezwaniem Najświętszej Marii Panny Wniebowziętej rozpoczął zdobywca imperium Inków, założyciel Limy, hiszpański konkwistador Francisco Pizarro, który symbolicznie położył pierwszy kamień 18 stycznia 1535 roku. Budowę ukończono w 1538 roku. Powstały kościół był dość mały, zbudowany głównie z suszonej cegły. Oficjalnie kościół został uroczyście zainaugurowany przez Francisca Pizarra 11 marca 1540 roku.
14 maja 1541 roku papież Paweł III erygował diecezję Lima, a kościół wybudowany przez Pizarra został ustanowiony jej katedrą, wtedy też zmieniło się jego wezwanie na św. Jana Ewangelisty. W latach 1543–1551 katedrę przebudowano. W związku z przekształceniem diecezji w archidiecezję 12 lutego 1546 roku dotychczasowa katedra stała się archikatedrą.
W 1564 roku arcybiskup Jerónimo de Loayza zlecił Alonsowi Beltránowi wykonanie projektu przebudowy świątyni, z zaleceniem, że ma się on wzorować na katedrze w Sewilli. Prace wprawdzie zostały rozpoczęte w 1572 roku, ale szybko je przerwano ze względu na ich wysokie koszty. Przebudowa została wznowiona dopiero w 1598 roku po modyfikacji planów przez Francisco Becerra, który ograniczył się do trzech naw z dwiema kaplicami bocznymi. Pierwsza część nowej katedry została zainaugurowana przez arcybiskupa Turybiusza de Mogrovejo 2 lutego 1604 roku, natomiast pierwsza msza w ukończonej katedrze była sprawowana 15 sierpnia 1622 roku, a świątynia została konsekrowana przez arcybiskupa Gonzalo López de Ocampo dopiero 19 października 1625 roku.
W 1626 roku Juan Martínez de Arona i Pedro de Noguera zaprojektowali główny portal, z kolei w 1732 roku dodano dwa dodatkowe portale. Trzęsienie ziemi 28 października 1746 roku poważnie uszkodziło budowlę. Kolejna inauguracja kościoła miała miejsce po jego odbudowie 29 maja 1755 roku, a uroczystościom przewodniczył arcybiskup Pedro Antonio de Barroeta Angel.
W latach 1794–1797 dobudowano obecnie istniejące wieże katedry, według projektu Ignacio Martorella.
Katedrę w Limie dwukrotnie odwiedził papież Jan Paweł II (w roku 1985 i 1988), co upamiętniają dwie tablice przy wejściu.

## Architektura i sztuka
Katedra stanowi syntezę różnych stylów architektonicznych: późnego gotyku, renesansu, baroku i plateresco, jest to związane z jej kilkukrotnymi przebudowami.
Fasadę flankują dwie jednakowe wieże. Fasada katedry ma trzy duże wejścia, z których środkowe nosi nazwę Portada del Perdón (pol. „drzwi przebaczenia”). Na fasadzie znajdują się figury apostołów z Najświętszym Sercem Jezusa pośrodku.
Sufit katedry ma sklepienie żebrowe, wykonane z drewna i stiuku, którego konstrukcja ma zmniejszyć ryzyko zawalenia podczas trzęsienia ziemi.
Ołtarz główny jest w stylu neoklasycznym. W jego górnej części znajduje się figura Maryi Niepokalanej.
Wokół ołtarza głównego znajdują się bogato zdobione stalle, projektu Martína Alonso de Mesa, wykonane przez Pedro de Noguera w XVII wieku. Zdobią je rzeźby przedstawiające różnych świętych (apostołów, papieży, Doktorów Kościoła i dziewice). Pierwotnie zlokalizowane były przed głównym ołtarzem. 
Ołtarze w kościele pierwotnie były barokowe, obecnie część z nich zastąpiły ołtarze w stylu neoklasycznym.
W kościele znajduje się 14 kaplic bocznych:
- Kaplica Nuestra Señora de la Esperanza
W kaplicy tej znajduje się stara chrzcielnica oraz wizerunek Nuestra Señora de la Esperanza, który jest noszony podczas procesji w Wielkim Poście i Wielkim Tygodniu.

- Kaplica świętej Rodziny
W kaplicy znajdują się polichromowane rzeźby przedstawiające Jezusa, Maryję i św. Józefa, a na ścianach dwa duże obrazy: św. Piotra i św. Pawła. Dawniej kaplica ta należała do cechu cieśli.

- Kaplica Virgen de la Antigua (Królów)
W neoklasycznym ołtarzu kaplicy znajduje się obraz Virgen de la Antigua przypisywany Matías Maestro.

- Kaplica peruwiańskich świętych
Kaplica ta poświęcona jest świętym pochodzącym z Peru lub z Peru związanym: św. Róży z Limy, św. Marcinowi de Porrès, św. Janowi Macias oraz św. Franciszkowi Solano. Znajduje się tu również grobowiec arcybiskupa Emilio Lissóna, którego proces beatyfikacyjny jest w toku.

- Kaplica Niepokalanego Poczęcia
Nazywana jest również kaplicą Matki Bożej Ewangelizacji. W kaplicy znajduje się barokowy ołtarz, a w nim wyrzeźbiona w drewnie w XVI wieku figura Matki Bożej z Dzieciątkiem, przysłana do Peru przez cesarza Karola V[2]. W prawej ręce Maryja trzyma Złotą różę, dar papieża Jana Pawła II z 1988 roku[2]. Dawniej figura ta wieńczyła ołtarz główny.

- Kaplica Virgen de la Paz
Obecnie w kaplicy tej jest przechowywany Najświętszy Sakrament. Na ścianie znajduje się obraz przedstawiający św. Jana Ewangelistę, patrona katedry, udzielającego Komunii Maryi.

- Kaplica św. Jana Chrzciciela
Ołtarz w kaplicy został wykonany przez sewilskiego rzeźbiarza Juana Martíneza Montañésa. Polichromowane płaskorzeźby na nim nawiązują do życia patrona kaplicy. Ołtarz wieńczy krucyfiks, który jest jednym z najstarszych w katedrze. Ołtarz ten pierwotnie znajdował się w kościele Niepolanego Poczęcia w Jirón Abancay.

- Kaplica Virgen de la Candelaria
Kaplica św. Turybiusza de Mogrovejo
W kaplicy tej przechowywana jest część relikwii jej patrona – Turybiusza de Mogrovejo. Znajduje się tutaj również grobowiec arcybiskupa Juana Landázuri Rickettsa.

- Kaplica św. Jana Ewangelisty
Dawniej nosiła wezwanie św. Anny. Znajduje się w niej grobowiec pierwszego burmistrza Limy Nicolása de Ribera[3].

- Kaplica Nawiedzenia

- Kaplica de las Ánimas

- Kaplica św. Józefa
Na ołtarzu kaplicy znajdują się polichromowane reliefy przedstawiające sceny z życia św. Józefa. Ołtarz wieńczy rzeźbiarska grupa Świętej Rodziny, dzieło Pedro Muñoz de Alvarado.

Grobowce
W krypcie pod prezbiterium pochowano większość arcybiskupów Limy.
Ponadto w innej krypcie pokrytej mozaikami nawiązującymi do konkwisty znajduje się grobowiec Francisca Pizarra. Przed sarkofagiem umieszczona jest skrzyneczka zawierająca ziemię z rodzinnego miasta Pizarra – Trujillo.
W świątyni pochowano również wicekróla Peru Antonio de Mendoza.